# Collegio di Honiton and Sidmouth
Honiton and Sidmouth è un collegio elettorale inglese situato nel Devon e rappresentato alla Camera dei comuni del parlamento del Regno Unito. Elegge un membro del parlamento con il sistema maggioritario a turno unico; l'attuale parlamentare è Richard Foord dei Liberal Democratici, che rappresenta il collegio dal 2024.

## Estensione
Il collegio è costituito dai seguenti distretti ward elettorali: 
- nel distretto di East Devon: Axminster; Beer and Branscombe; Coly Valley; Dunkeswell and Otterhead; Feniton; Honiton St. Michael’s; Honiton St. Paul’s; Newbridges; Newton Poppleford and Harpford; Ottery St. Mary; Seaton; Sidmouth Rural; Sidmouth Sidford; Sidmouth Town; Tale Vale; Trinity; West Hill and Aylesbeare e Yarty;
- nel distretto di Mid Devon: Cullompton Padbrook; Cullompton St Andrews; Cullompton Vale; Lower Culm e piccole parti di Bradninch e Halberton.[1]

## Membri del parlamento
| Elezione | Elezione | Deputato      | Partito             |
| -------- | -------- | ------------- | ------------------- |
|          | 2024     | Richard Foord | Liberal Democratici |

## Elezioni

### Elezioni negli anni 2020
| Partito                    | Partito                                    | Candidato                  | Risultati 4 luglio 2024 | Risultati 4 luglio 2024 |
| Partito                    | Partito                                    | Candidato                  | Voti                    | %                       |
| -------------------------- | ------------------------------------------ | -------------------------- | ----------------------- | ----------------------- |
|                            | Lib Dem                                    | Richard Foord              | 23 007                  | 45,42                   |
|                            | Conservatore                               | Simon Jupp                 | 16 307                  | 32,19                   |
|                            | Reform UK                                  | Paul Quickenden            | 6 289                   | 12,42                   |
|                            | Laburista                                  | Jake Bonetta               | 2 947                   | 5,82                    |
|                            | Verdi                                      | Henry Gent                 | 1 394                   | 2,75                    |
|                            | Indipendente                               | Vanessa Coxon              | 467                     | 0,92                    |
|                            | Party of Women                             | Hazel Exon                 | 244                     | 0,48                    |
|                            |                                            |                            |                         |                         |
| Iscritti                   | Iscritti                                   | Iscritti                   | 75 537                  | 100,00                  |
| ↳ Votanti (% su iscritti)  | ↳ Votanti (% su iscritti)                  | ↳ Votanti (% su iscritti)  | 50 655                  | 67,06                   |
| ↳ Astenuti (% su iscritti) | ↳ Astenuti (% su iscritti)                 | ↳ Astenuti (% su iscritti) | 24 882                  | 32,94                   |
|                            |                                            |                            |                         |                         |
|                            | Esito: collegio a Lib Dem (nuovo collegio) |                            |                         |                         |